# Iglesia de San José (Abanilla)
La iglesia de San José es un inmueble de la localidad española de Abanilla, en la provincia de Murcia.

## Descripción
El edificio se encuentra en la localidad española de Abanilla, en la Región de Murcia. Se menciona como iglesia parroquial del lugar en el primer volumen del Diccionario geográfico, estadístico, histórico, biográfico, postal, municipal, marítimo y eclesiástico de España y sus posesiones de ultramar de Pablo Riera y Sans, donde aparece descrita con las siguientes palabras:

Corresponde al ob. de Cartagena. Tiene una iglesia parroquial que perteneció en otro tiempo á la órden de Calatrava, bajo la advocacion de San José, la cual se halla situada en un estremo de la poblacion, construida en el año 1700, habiendo sido consagrada por el cardenal Belluga, obispo de la diócesis á la sazon. Su construccion, sin perjuicio que no pueda recomendarse por su gusto artístico, es, sin embargo, de regular aspecto, y el reloj que hay en su torre presta muy buen servicio á la poblacion. El servicio corre á cargo de un cura, un teniente y un beneficiado.
(Riera y Sans, 1881, p. 24)